# 가와사키촌 (후쿠오카현)
가와사키촌(川崎村)은 일본 후쿠오카현 야메군에 설치되었던 촌이다. 현재의 야메시의 일부에 해당한다.